# Cisterna trigeminal
Cisterna trigeminal é um divertículo dos espaçoes subaracnóides pré-pontinos e pontocerebelares; tem 0,50 cm³ de capacidade e em seu interior circula livremente o líquido cerebroespinhal, que banha todo o plexo triagular e a raiz motora. Tem contato parcial e indireto com a face posterior do glânglio trigeminal.
A cisterna trigeminal foi claramente mostrada in vivo por Lyonnet Silva por meio de punção através do forame oval, com injeção de 1 cm³ d material de contrasta e diversas inicidências radiográficas que produziriam imagens muitos nítidas.